# Fechtweltmeisterschaften 2016
Die Fechtweltmeisterschaften 2016 wurden vom 25. bis 27. April in Rio de Janeiro ausgetragen. Dies gab die FIE auf ihrer Jahrestagung 2014 bekannt. Die FIE betrachtete die WM als einen Test für die Olympischen Spiele 2016 am selben Ort. Es wurden lediglich zwei Mannschaftswettbewerbe ausgetragen, die nicht im olympischen Programm dieses Jahres enthalten waren. Eingebettet in die Veranstaltung waren zwei Einzel-Weltcupwettbewerbe im Damen- und Herrendegen.

## Herren

### Säbel, Mannschaft
| Platz | Land     | Sportler                                                           |
| ----- | -------- | ------------------------------------------------------------------ |
| 1     | Russland | Kamil Ibragimow Alexei Jakimenko Nikolai Kowaljow Dmitri Danilenko |
| 2     | Ungarn   | Áron Szilágyi Nikolász Iliász András Szatmári Tamás Decsi          |
| 3     | Rumänien | Julian Teodosiu Tiberiu Dolniceanu Ciprian Gălățanu Alin Badea     |

## Damen

### Florett, Mannschaft
| Platz | Land       | Sportlerinnen                                                              |
| ----- | ---------- | -------------------------------------------------------------------------- |
| 1     | Russland   | Adelina Sagidullina Inna Deriglasowa Larissa Korobeinikowa Aida Schanajewa |
| 2     | Italien    | Martina Batini Arianna Errigo Elisa Di Francisca Valentina Vezzali         |
| 3     | Frankreich | Gaëlle Gebet Astrid Guyart Pauline Ranvier Ysaora Thibus                   |

## Medaillenspiegel
| Platz  | Land       | Gold | Silber | Bronze | Gesamt |
| ------ | ---------- | ---- | ------ | ------ | ------ |
| 1      | Russland   | 2    | 0      | 0      | 2      |
| 2      | Italien    | 0    | 1      | 0      | 1      |
| 2      | Ungarn     | 0    | 1      | 0      | 1      |
| 4      | Frankreich | 0    | 0      | 1      | 1      |
| 4      | Rumänien   | 0    | 0      | 1      | 1      |
| Gesamt | Gesamt     | 2    | 2      | 2      | 6      |